# Aquaflow
Aquaflow is een merknaam en wegenbouwkundig systeem om regenwater te bergen, zuiveren en vertraagd af te voeren. Dit systeem wordt ook wel aangeduid als de waterbergende weg. 

## Geschiedenis
Het concept is ontwikkeld in Engeland in 1995 door Peter Hart van Formpave LTD, die het na zijn pensioen in 2006 heeft verkocht. In 2001 vond de waterbergende weg zijn intrede in Nederland. En in 2009 heeft het ook zijn weg naar België gevonden.
Toepassing is voornamelijk in nieuwbouwwijken en bestaande wijken (wegen + parkeerterreinen) in het stedelijke gebied.

## Werking
Om water in de weg te kunnen bergen wordt de weg voorzien van een speciale waterpasserende- of poreuze bestrating. Hierdoor kan het hemelwater wegzakken in een wegfundering met 40% holle ruimte, die als waterbuffer dient (vergelijkbaar met een sloot). Direct onder de bestrating passeert het water een vlijlaag van fijn hardsteensplit 2-6mm, waarin zware metalen worden afgevangen en gebonden. Het direct daaronder liggen filterdoek filtert koolwaterstoffen uit het hemelwater. Deze kunnen door bacteriën worden afgebroken.

## Reden van toepassing
De "Commissie Waterbeheer 21e eeuw" heeft een drietrapsraket beschreven waarin regenwater wordt vastgehouden, geborgen en vertraagd afgevoerd. Dat betekent dat regenwater als het ware wordt "gesponst" op de locatie waar het valt. Met andere woorden: er is nu een leidraad die brongerichte maatregelen voorstelt om ruimte voor water te creëren. De hoeveelheid te bufferen water wordt door de waterschappen getoetst in de zogenaamde Watertoets, waarin ook de wateropgave is verwerkt. Ieder waterschap kan hierin zijn "persoonlijk hydrologisch verlanglijstje" verwerken.